# CONCACAF
The Confederation of North, Central America and Caribbean Association Football, CONCACAF (Konfederacja Piłki Nożnej Ameryki Północnej, Środkowej i Karaibów) – jedna z sześciu kontynentalnych konfederacji piłkarskich wchodzących w skład FIFA założona 18 września 1961 w Meksyku. Zrzesza obecnie 41 federacji narodowych, z czego 6 nie należy do FIFA (stan z 10 stycznia 2013). Siedziba władz organizacji mieści się w Miami na terenie Stanów Zjednoczonych.

## Członkowie
Strefa Północnoamerykańska (NAFU)
- Kanada
- Meksyk
- Stany Zjednoczone

Strefa Środkowoamerykańska (UNCAF)
- Belize
- Gwatemala
- Honduras
- Kostaryka
- Nikaragua
- Panama
- Salwador

Strefa Karaibów (CFU)
- Anguilla
- Antigua i Barbuda
- Aruba (terytorium zależne leży w Ameryce Południowej, ale federacja piłkarska jest członkiem CONCACAF)
- Bahamy
- Barbados
- Bermudy
- Bonaire (terytorium zależne leży w Ameryce Południowej, ale federacja piłkarska jest członkiem CONCACAF, nie jest członkiem FIFA)
- Brytyjskie Wyspy Dziewicze
- Curaçao (terytorium zależne leży w Ameryce Południowej, ale federacja piłkarska jest członkiem CONCACAF)
- Dominika
- Dominikana
- Grenada
- Gujana (państwo leży w Ameryce Południowej, ale federacja piłkarska jest członkiem CONCACAF)
- Gujana Francuska (terytorium leży w Ameryce Południowej, federacja piłkarska jest członkiem CONCACAF, ale nie jest członkiem FIFA)
- Gwadelupa (nie jest członkiem FIFA)
- Haiti
- Jamajka
- Kajmany
- Kuba
- Martynika (nie jest członkiem FIFA)
- Montserrat
- Portoryko
- Saint Kitts i Nevis
- Saint Lucia
- Saint Vincent i Grenadyny
- Saint-Martin (nie jest członkiem FIFA)
- Sint Maarten (nie jest członkiem FIFA)
- Surinam (państwo leży w Ameryce Południowej, ale federacja piłkarska jest członkiem CONCACAF)
- Trynidad i Tobago (państwo leży w Ameryce Południowej, ale federacja piłkarska jest członkiem CONCACAF)
- Turks i Caicos
- Wyspy Dziewicze Stanów Zjednoczonych

## Organizowane rozgrywki
CONCACAF organizuje 12 turniejów w piłce nożnej, 1 w futsalu i w plażowej odmianie piłki nożnej.
Eliminacje
- Kwalifikacje do Igrzysk Olimpijskich strefy CONCACAF w piłce nożnej kobiet
- Kwalifikacje do Igrzysk Olimpijskich U23 strefy CONCACAF w piłce nożnej
- Eliminacje do Mistrzostw Świata w Piłce Nożnej strefy CONCACAF w piłce nożnej

Narodowe
- Złoty Puchar CONCACAF kobiet w piłce nożnej (turniej poprzedzony kwalifikacjami w strefie Ameryki północnej i Pucharem Karaibów Kobiet CFU z którego awansują 2 najlepsze drużyny. Dwie finalistki zostaną automatycznie zakwalifikowane do Mistrzostw Świata, zaś trzecia drużyna rozegra baraż interkontynentalny z najlepszą przegraną reprezentacją w barażach strefy UEFA). 4 najlepsze drużyny awansują do Igrzysk panamerykańskich
- Złoty Puchar CONCACAF w piłce nożnej (w turnieju biorą udział 3 zespoły z NAFU, 4 z Pucharu Karaibów, 4 z Pucharu Ameryki Środkowej i 1 z play-off pomiędzy zespołami, które zajęły piąte miejsce w Pucharze Karaibów i Pucharze Ameryki Środkowej)
- Liga Narodów CONCACAF (w turnieju biorą udział wszystkie reprezentacje zrzeszone w CONCACAF. Są one podzielone na trzy dywizje. Wyniki decydują o spadkach i awansach na koniec każdej edycji. Najlepsze zespoły biorą udział w turnieju finałowym, który wyłania triumfatora rozgrywek)

Młodzieżowe
- Mistrzostwa Ameryki Północnej U-20 w piłce nożnej kobiet (mistrzostwa poprzedzone kwalifikacjami w strefie ameryki północnej i Mistrzostwami Karaibów U-20 kobiet, 3 najlepsze drużyny awansują do Mistrzostw świata U-20 kobiet)
- Mistrzostwa Ameryki Północnej U-17 w piłce nożnej kobiet (mistrzostwa poprzedzone kwalifikacjami w strefie ameryki północnej i Mistrzostwami Karaibów U-20 kobiet)
- Mistrzostwa Ameryki Północnej U-15 w piłce nożnej dziewcząt
- Mistrzostwa Ameryki Północnej U-20 w piłce nożnej (mistrzostwa poprzedzone kwalifikacjami w strefie ameryki północnej i Mistrzostwami Karaibów U-20, 4 Najlepsze reprezentacje zagrają w Mistrzostwach Świata U-20. Najlepsza drużyna z NAFU, CFU i dwie najlepsze z zagrają w Igrzyskach panamerykańskich U-22)
- Mistrzostwa Ameryki Północnej U-17 w piłce nożnej (mistrzostwa poprzedzone kwalifikacjami w UNCAF i CFU)
- Mistrzostwa Ameryki Północnej U-15 w piłce nożnej

Klubowe
- Puchar Mistrzów CONCACAF

Futsal
- Mistrzostwa Ameryki Północnej w futsalu

Plażowe
- Mistrzostwa CONCACAF i CONMEBOL w piłce nożnej plażowej

## Uczestnicy Mistrzostw Świata w piłce nożnej z konfederacji CONCACAF
Reprezentacje krajów CONCACAF biorą udział w finałach mistrzostw świata od pierwszych rozgrywek w 1930 roku.
- 1930 –  USA,  Meksyk
- 1934 –  USA
- 1938 –  Kuba
- 1950 –  USA,  Meksyk
- 1954 –  Meksyk
- 1958 –  Meksyk
- 1962 –  Meksyk
- 1966 –  Meksyk
- 1970 –  Meksyk,  Salwador
- 1974 –  Haiti
- 1978 –  Meksyk
- 1982 –  Honduras,  Salwador
- 1986 –  Kanada,  Meksyk
- 1990 –  Kostaryka,  USA
- 1994 –  Meksyk,  USA
- 1998 –  Jamajka,  Meksyk,  USA
- 2002 –  Kostaryka,  Meksyk,  USA
- 2006 –  Kostaryka,  Meksyk,  USA,  Trynidad i Tobago
- 2010 –  Honduras,  Meksyk,  USA
- 2014 –  Kostaryka,  Honduras,  Meksyk,  USA
- 2018 –  Panama,  Meksyk,  Kostaryka
- 2022 –  Kanada,  Kostaryka,  Meksyk,  USA

Liczba występów i najlepsze wyniki:
- Meksyk – 17 występów – 2x 1/4, 5x 1/8, gospodarz MŚ 1970 i 1986
- USA – 11 występów – 3. miejsce, 1/4, 3x 1/8, gospodarz MŚ 1994
- Kostaryka – 6 występów – 1/4, 1/8
- Honduras – 3 występy
- Salwador,  Kanada – 2 występy
- Kuba – 1 występ – 1/4
- Haiti,  Jamajka, Trynidad i Tobago,  Panama – 1 występ

## Terytoriami zależnyminienależącymi do CONCACAF są
- Saba
- Grenlandia
- Sint Eustatius
- Saint-Barthélemy
- Saint-Pierre i Miquelon